# 木津川市立泉川中学校
木津川市立泉川中学校（きづがわしりつ いずみがわちゅうがっこう）は、京都府木津川市加茂町大野にある公立中学校。旧加茂町内で唯一の中学校で、校名の泉川は木津川の別称である。

## 沿革
- 1947年（昭和22年）5月3日 - 相楽郡組合立泉川中学校として開校
- 1947年（昭和22年）6月12日 -相楽郡加茂町外2ヵ村組合立泉川中学校へ改称
- 1951年（昭和26年）4月1日 - 1町2村の合併により、加茂町立泉川中学校へ改称
- 1956年（昭和31年）2月18日 - 校歌・校旗制定
- 1959年（昭和34年）4月1日 - 体育館竣工
- 1963年（昭和38年）6月29日 - 米国ウィラード中学校と姉妹校締結
- 1965年（昭和40年）1月7日 - 沖縄市立山内中学校と姉妹校締結
- 1966年（昭和41年）2月15日 - 国際理解教育研究優秀賞として、学校教育章受賞
- 1973年（昭和48年）4月8日 - ユネスコ共同学校に指定される
- 1982年（昭和57年）9月1日 - 現在地に校舎を移転
- 1983年（昭和58年）8月22日 - プール竣工
- 1987年（昭和62年）4月6日 - 障害児学級を「あすなろ学級」に命名
- 1990年（平成2年）12月7日 - 京都府教育委員会指定教育実践推進教育発表（国語課）
- 1993年（平成5年）3月1日 - 育友会をPTAに改称
- 2007年（平成19年）3月12日 - 加茂町が木津町、山城町と合併し木津川市が発足したことにより、木津川市立泉川中学校に改称。
- 2010年（平成22年）4月12日 - 加茂給食センター竣工に伴い給食を開始

## 通学区域
木津川市加茂町全域が通学区域となっている。
- 木津川市立加茂小学校
- 木津川市立恭仁小学校
- 木津川市立南加茂台小学校
- 木津川市立当尾小学校（廃校）

## アクセス
- JR関西本線 加茂駅から南西へ約1km。

## 通学区域が隣接している学校
- 木津川市立木津南中学校
- 木津川市立木津中学校
- 木津川市立山城中学校
- 相楽東部広域連合立和束中学校
- 相楽東部広域連合立笠置中学校
- （奈良県）奈良市立興東館柳生中学校
- （奈良県）奈良市立若草中学校